# ポリーポラリス
ポリーポラリス(POLLY POLARIS)は、日本プロ野球・北海道日本ハムファイターズのマスコットキャラクター。エゾリスをモチーフとしている。

## 特徴
日本ハムの北海道移転10年目となる2013年シーズンに向けて2012年オフに登場した、日本ハム球団初の女の子のマスコット。
B・B（ブリスキー・ザ・ベアー）とは幼馴染である。

## プロフィール
- 名前：ポリーポラリス（ニックネームは「ポリー」）
- 性別：女の子
- 出身地：北海道の森、北極星がとても美しく見える丘
- 趣味：B・Bや森のお友達と遊ぶこと。木の実あつめ。星座観察
- 性格：おてんばで、ちょっぴりやんちゃ。そして、優しい心の持ち主
- 長所：元気で明るいところ
- 短所：元気過ぎて、ときどきいたずらをしてしまうところ
- チャームポイント：緑色の瞳、ピンと伸びた耳、ふわふわのしっぽ
- 特技：ダンス、かけっこ、早起き、お菓子作り（クルミのクッキー作りが得意）
- 好きなもの：ドングリ、クルミ
- 将来の夢：自分のダンスでファンの皆さんを笑顔にすること

## 来歴

### 2012年 - 2013年
- 2012年11月23日：札幌ドームで行われたファンフェスティバルで日本ハムの北海道移転10周年を記念した新マスコットとして発表。
- 2012年11月24日：札幌市内で行われた優勝パレードに参加。
- 2013年3月30日：マスコット交流で訪れた西武ドームでの対埼玉西武ライオンズ戦で一軍公式戦デビュー[1]。
- また、B･Bとともに野口観光のCMに出演。

### 2014年 -
- 「北海道スマイルキャラバン」で道内各地のファンと交流。
- B･Bとドーレくん（コンサドーレ札幌）とともにアークスグループのCMに出演。
- 2021年放映の『マジカパーティ』第33話にゲスト出演。ブリスキー・ザ・ベアー、カビー・ザ・ベアー、フレップ・ザ・フォックスらと共にアニメデビューする。